# Kenya International 2020
Die Kenya International 2020 im Badminton fanden vom 27. Februar bis zum 1. März 2019 in Thika statt.

## Sieger und Platzierte
| Disziplin    | Gold                                                  | Silber                                 | Bronze                               |
| ------------ | ----------------------------------------------------- | -------------------------------------- | ------------------------------------ |
| Herreneinzel | Chirag Sen                                            | Anuoluwapo Juwon Opeyori               | Milan Ludík                          |
| Herreneinzel | Chirag Sen                                            | Anuoluwapo Juwon Opeyori               | Maxime Moreels                       |
| Dameneinzel  | Aakarshi Kashyap                                      | Anupama Upadhyaya                      | Wiktoria Dąbczyńska                  |
| Dameneinzel  | Aakarshi Kashyap                                      | Anupama Upadhyaya                      | Fabiana Silva                        |
| Herrendoppel | Kathiravun Concheepuran Manivannan Santhosh Gajendran | Godwin Olofua Anuoluwapo Juwon Opeyori | Davies Senono Israel Wanagalya       |
| Herrendoppel | Kathiravun Concheepuran Manivannan Santhosh Gajendran | Godwin Olofua Anuoluwapo Juwon Opeyori | Edwin Njeri John Wanyoike            |
| Damendoppel  | Doha Hany Hadia Hosny                                 | Palwasha Bashir Mahoor Shahzad         | Diya Chetan Modi Mable Namakoye      |
| Damendoppel  | Doha Hany Hadia Hosny                                 | Palwasha Bashir Mahoor Shahzad         | Gladys Mbabazi Ogar Siamupangila     |
| Mixed        | Adham Hatem Elgamal Doha Hany                         | John Wanyoike Mercy Joseph             | Expedito Emuddu Fadilah Mohamed Rafi |
| Mixed        | Adham Hatem Elgamal Doha Hany                         | John Wanyoike Mercy Joseph             | Daniel Mihigo Mable Namakoye         |